# Établissement scolaire Saint-Joseph (Aix-en-Provence)
Pour les articles homonymes, voir Collège Saint-Joseph.
L'établissement scolaire Saint-Joseph (maternelle, école et collège) se situe à Aix-en-Provence (16 cours Saint-Louis). Il est l'un des trois établissements scolaires de l'Œuvre Timon-David, fondée par Joseph-Marie Timon-David.

## Historique

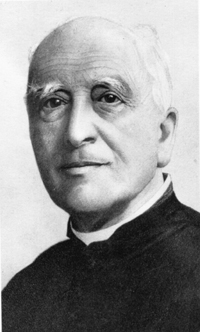
Joseph-Marie Timon-David.

Théodore-Augustin Forcade, archevêque d'Aix, donne le nom Saint-Joseph à une Œuvre de la Jeunesse pour les enfants d'ouvriers, créée à Aix par Georges Bry, un professeur de Droit. Basés sur les principes chrétiens énoncés par Joseph-Marie Timon-David, prêtre marseillais, les enfants y reçoivent une éducation catholique. Il va s'installer au numéro 16 du cours Saint-Louis. Timon-David y aurait assuré l'éducation du peintre aixois Paul Cézanne, alors enfant.
L'école fait l'acquisition d'une maison à la tour de César, dans le massif de la Sainte-Victoire, pour permettre aux enfants de l'institution de s'aérer. Suit, pour les mêmes raisons l'acquisition d'un local dans les Alpes un peu plus tard.

## L'établissement aujourd'hui
L'établissement s'ouvre totalement à la mixité en 1987. En 1999 se crée une classe pour handicapés. Elle dispose aujourd'hui d'un jardin ouvert au public.